# Michotamia analis
Michotamia analis es una especie de dípteros del género Michotamia, familia Asilidae. Se ubican en la India y en Java (isla).
Fue descrito por primera vez en 1838 por Macquart.